# A Magyar Érdemrend középkeresztje a csillaggal (1922)
A Magyar Érdemrend Középkeresztje a csillaggal egy kitüntetés, melyet 1922. június 14-én alapított vitéz nagybányai Horthy Miklós kormányzó.

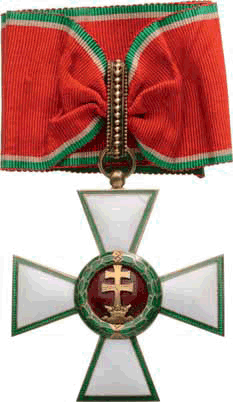
Magyar Érdemrend középkeresztje a hadiszalagon.

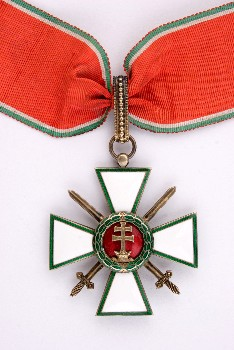
Magyar Érdemrend középkeresztje hadiszalagon a kardokkal.

## Leírása
A Magyar Érdemkereszt, majd Érdemrend a középpont felé összefutó szárú, fehérzománcos 52 mm átmérőjű kereszt. Ennek közepén a kör alakú éremfelületen a babérkoszorú övezte piroszománc mezőben hármashalmon pihenő nyitott koronából arany apostoli kettőskereszt nő ki. Hátsó oldalán e jelmondat: "Si Deus pro nobis, quis contra nos" és magának a Magyar Érdemkeresztnek az alapítása éve 1922.
Nyakban viselendő 40 mm széles smaragdzöld színű szalagon.
Később bevezetésre került egy  középső széles élénkpiros sávval és fehér sötétsmaragdzöld színű szegéllyel övezett szalagos változat, az ún. hadiszalagos változat.
A hadidíszítményes és kardokkal ellátott változatnál a kereszt száraiban keresztbe tett kardok jelzik a háborús érdemeket.
|  |  |  |  |